# أوبلويرك براندنبورغ

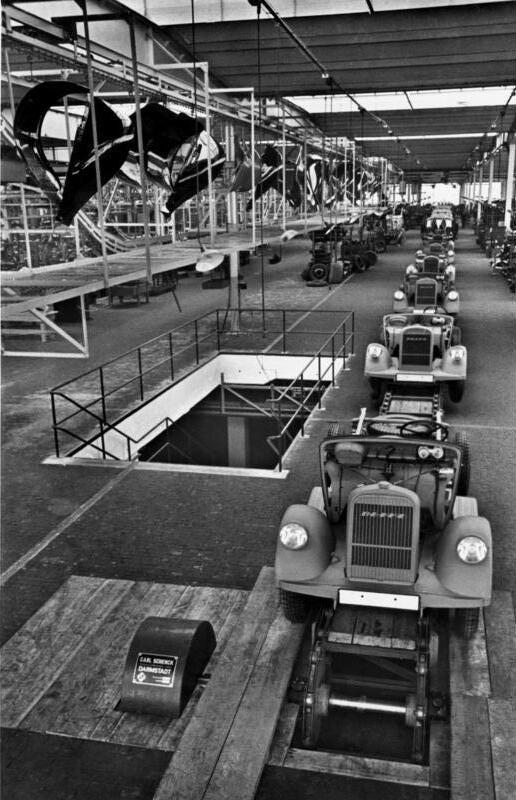
مرافق التجميع في مصنع براندنبورغ أوبل (1936)

أوبلويرك براندنبورغ عبارة عن مصنع لتجميع الشاحنات، يقع في براندنبورغ آن در هافل، ألمانيا. بنيت في غضون سبعة أشهر، تم افتتاحها من قبل أوبل في نوفمبر 1935 على مبادرة إعادة التسلح من قبل الحكومة النازية من أجل ضمان توريد شاحنات أوبل بليتز إلى القوات المسلحة الفيرماختية. حتى عام 1944، تم إنتاج أكثر من 130،000 شاحنة متوسطة الوزن في مصنع براندنبورغ. دمرتها غارة جوية شنتها الحلفاء في 6 أغسطس 1944، وتم تفكيك المرافق وشحنها شرقًا كتعويضات للاتحاد السوفييتي بعد الحرب.

## التاريخ
ذكر بيان صحفي في وقت مبكر من عام 1935 أن آدم أوبل إيه جي، بدعم من حكومة الرايخ، قرر بناء مصنع جديد في براندنبورغ أن دير هافل لأن الطاقة الإنتاجية في مقرهم الحالي في روسيلشيم كانت تعمل بباقصى طاقاتها. كانت شركة أوبل، التابعة لشركة جنرال موتورز (GM) منذ عام 1929، مرشح واضح للمشروع، بعد أن كانت رائدة في تقنيات الإنتاج الضخم في إنتاج سيارات الركاب الألمانية: بحلول أواخر عشرينيات القرن العشرين، كانت الشركة تمتلك أكثر من 25 ٪ من سوق سيارات الركاب المحلية. كان من المتوقع إحراز تقدم سريع، حيث كان من المقرر أن يكون المصنع جاهزًا للاستخدام في أكتوبر 1935، من أجل تحرير السعة في Rüsselsheim قبل إطلاق مجموعة سيارات الركاب لعام 1936.